# Aimé Van Avermaet
Aimé Van Avermaet (Zele, 30 juli 1935 – Dendermonde, 30 april 2009) was een Belgisch wielrenner. Hij was de grootvader van wielrenner Greg Van Avermaet.
Van Avermaet was van 1957 tot 1963 beroepswielrenner.

## Palmares en uitslagen
- 1954: 3e Moerbeke [1].
- 1955: 1e Brussel-Opwijk
- 1955: 3e   Belgisch kampioenschap wielrennen voor liefhebbers,  Antwerpen
- 1956: 10e Ronde van Lombardije
- 1957: 2e Meulebeke
- 1957: 2e Astene
- 1957: 2e Ieper-Wevelgem
- 1957: 3e Ronde van Meuse-Ardennes
- 1957: 3e Leuven-Gent
- 1959: 2e Schoonaarde
- 1960: 3e Circuit des régions frontalières, Moeskroen.

## Resultaten in voornaamste wedstrijden
| Jaar | Gent-Wevelgem | Luik-Bast.‑Luik | Ronde van Lombardije | E3 Harelbeke |
| ---- | ------------- | --------------- | -------------------- | ------------ |
| 1956 |               |                 | 10e                  |              |
| 1960 | 24e           | 46e             |                      |              |
| 1961 |               |                 |                      | 9e           |